# Diaphorus grecus
Diaphorus grecus är en tvåvingeart som beskrevs av Octave Parent 1932. Diaphorus grecus ingår i släktet Diaphorus och familjen styltflugor. Inga underarter finns listade i Catalogue of Life.